# Acorde de sexta napolitana

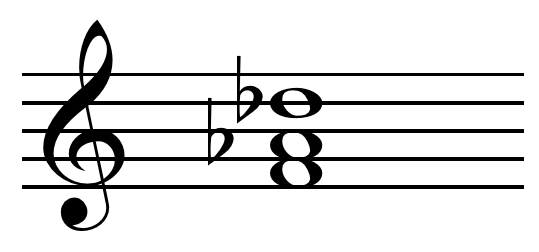
En do mayor, un acorde de sexta napolitana (re mayor, o sea segundo grado descendido, en primera inversión) contiene un intervalo de sexta menor entre el fa y el re. Al estar el bajo en fa, IV grado, el acorde puede usurpar la función de subdominante.

En teoría musical, un acorde de sexta napolitana (o acorde napolitano) es un acorde mayor construido sobre el segundo grado (supertónica) de la escala descendido. Es habitual encontrarlo en primera inversión, por lo tanto está marcado como ♭ II6 o N6, lo que, al tener en el bajo al cuarto grado, permite a este acorde usurpar la función de subdominante.